# Idaea taeniata
Idaea taeniata är en fjärilsart som beskrevs av W. Warren 1900. Idaea taeniata ingår i släktet Idaea och familjen mätare. Inga underarter finns listade i Catalogue of Life.